# Neritopsidae
Famille
Synonymes
- Titiscaniidae Bergh, 1890[2]
- famille Hologyridae Kittl, 1899[3]
- sous-famille Paffrathinae Heidelberger, 2001[3]

Les Neritopsidae sont une famille de mollusques gastéropodes de l'ordre des Archaeogastropoda.

## Taxonomie
Cette famille est parfois reprise sous Titiscaniidae par certaines sources, bien que cette famille soit considérée comme non-valide par le World Register of Marine Species.

## Liste des genres
Selon World Register of Marine Species (10 décembre 2018) :
- genre Bandelopsis Frýda, Blodgett & Stanley, 2003 †
- genre Bipartopsis Gründel, Keupp & Lang, 2015 †
- genre Cassianopsis Bandel, 2007 †
- genre Dahmeria Blodgett & Frýda, 1999 †
- genre Devononerita Blodgett & Frýda, 1999 †
- genre Hayamia Kase, 1980 †
- genre Hayamiella Kase, 1984 †
- genre Neritopsis Grateloup, 1832
- genre Pluviostilla Kase & Kano, 1999
- genre Titiscania Bergh, 1890
- genre Wallowiella Frýda, Blodgett & Stanley, 2003 †
- genre Weitschatopsis Frýda, Blodgett & Stanley, 2003 †